# Staphylea bolanderi
Staphylea bolanderi är en pimpernötsväxtart som beskrevs av Asa Gray. Staphylea bolanderi ingår i släktet pimpernötter, och familjen pimpernötsväxter. Inga underarter finns listade i Catalogue of Life.

## Bildgalleri

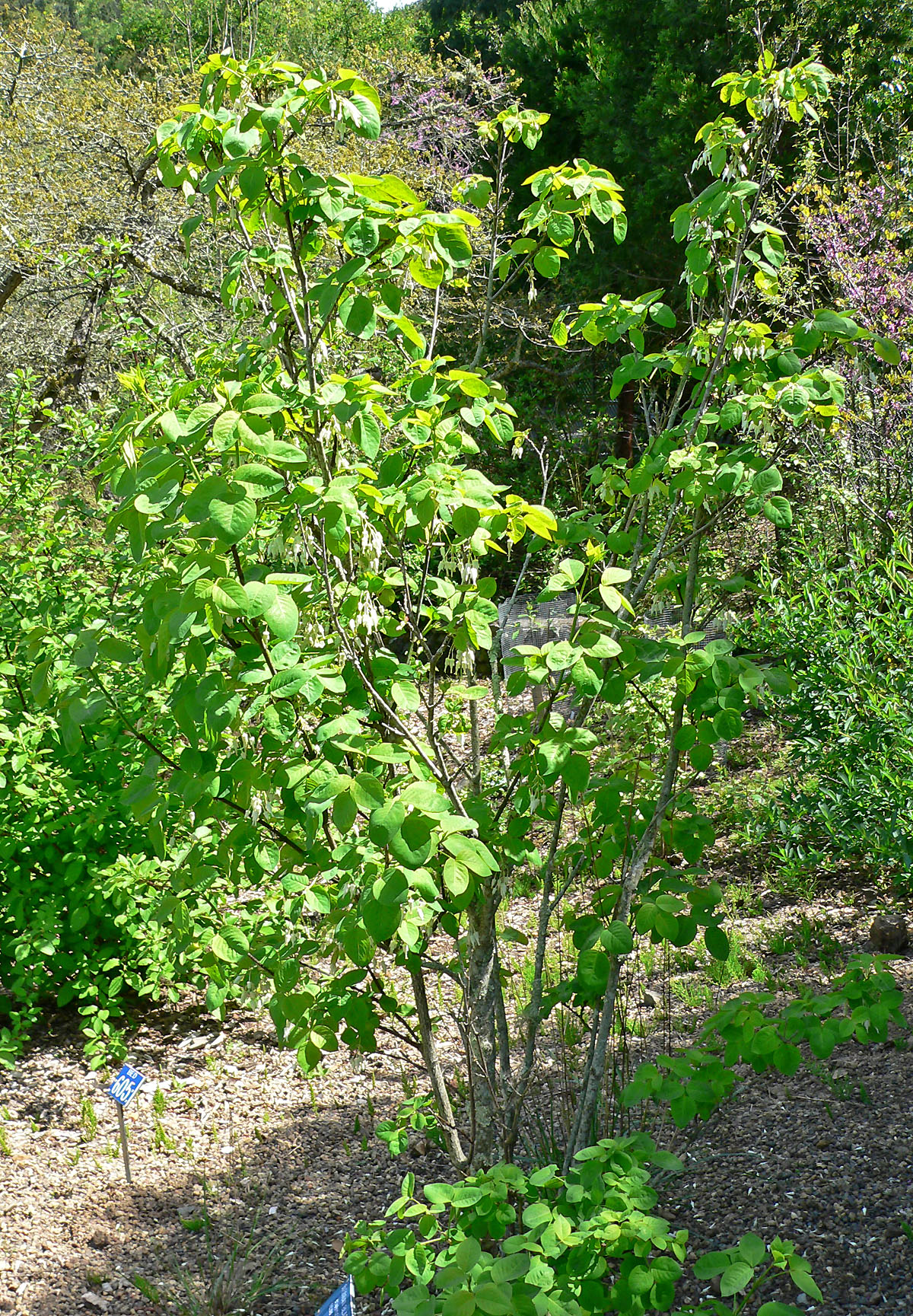
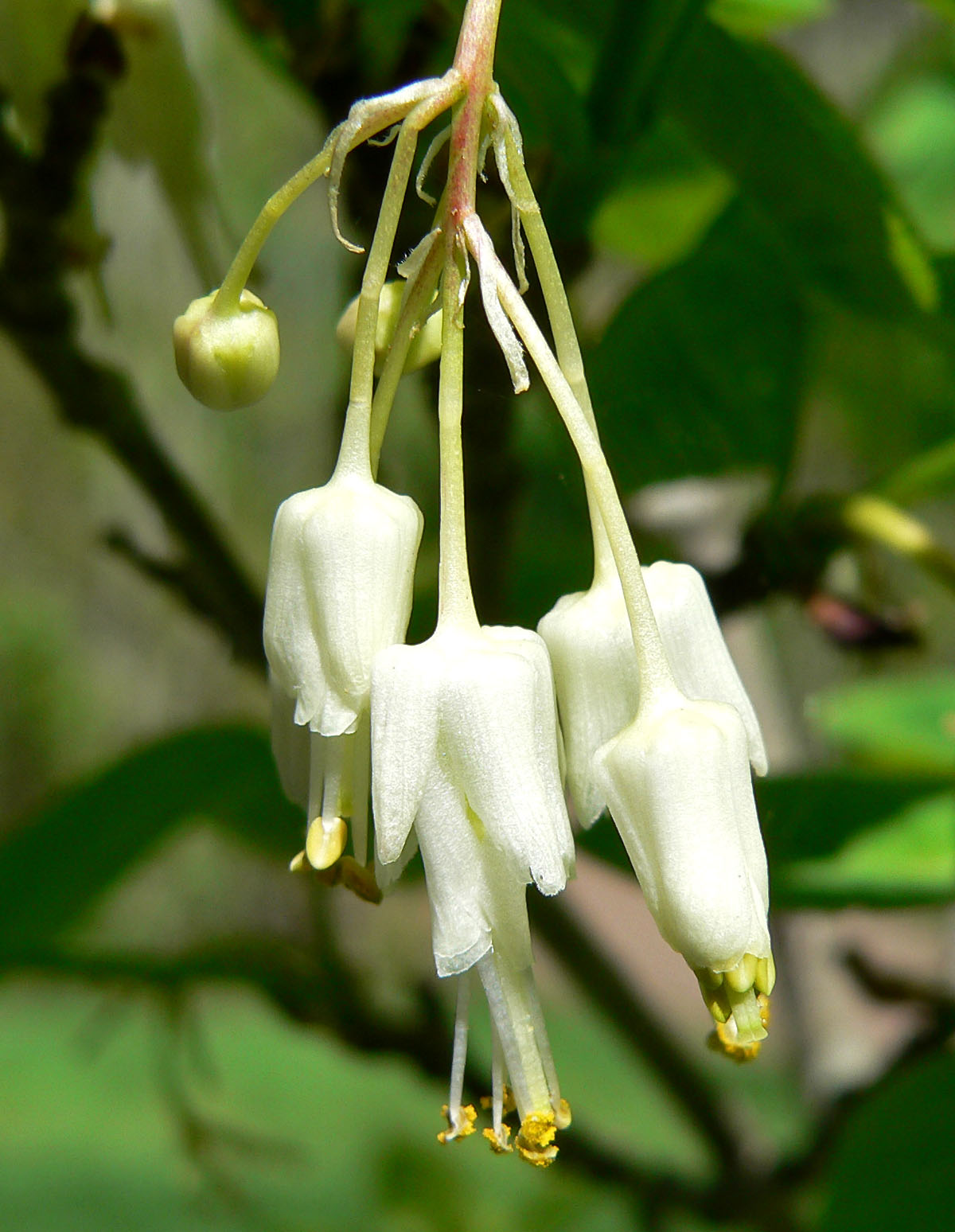